# Styles P.
Styles P., de son vrai nom David Styles, né le 28 novembre 1974 dans le Queens, New York, est un rappeur et compositeur américain, faisant partie des Ruff Ryders et du groupe The LOX avec des membres à Jadakiss et Sheek Louch, rebaptisé D-Block en 2001. Il compte au total huit albums solo, le dernier étant A Wise Guy and a Wise Guy publié en 2015.

## Biographie

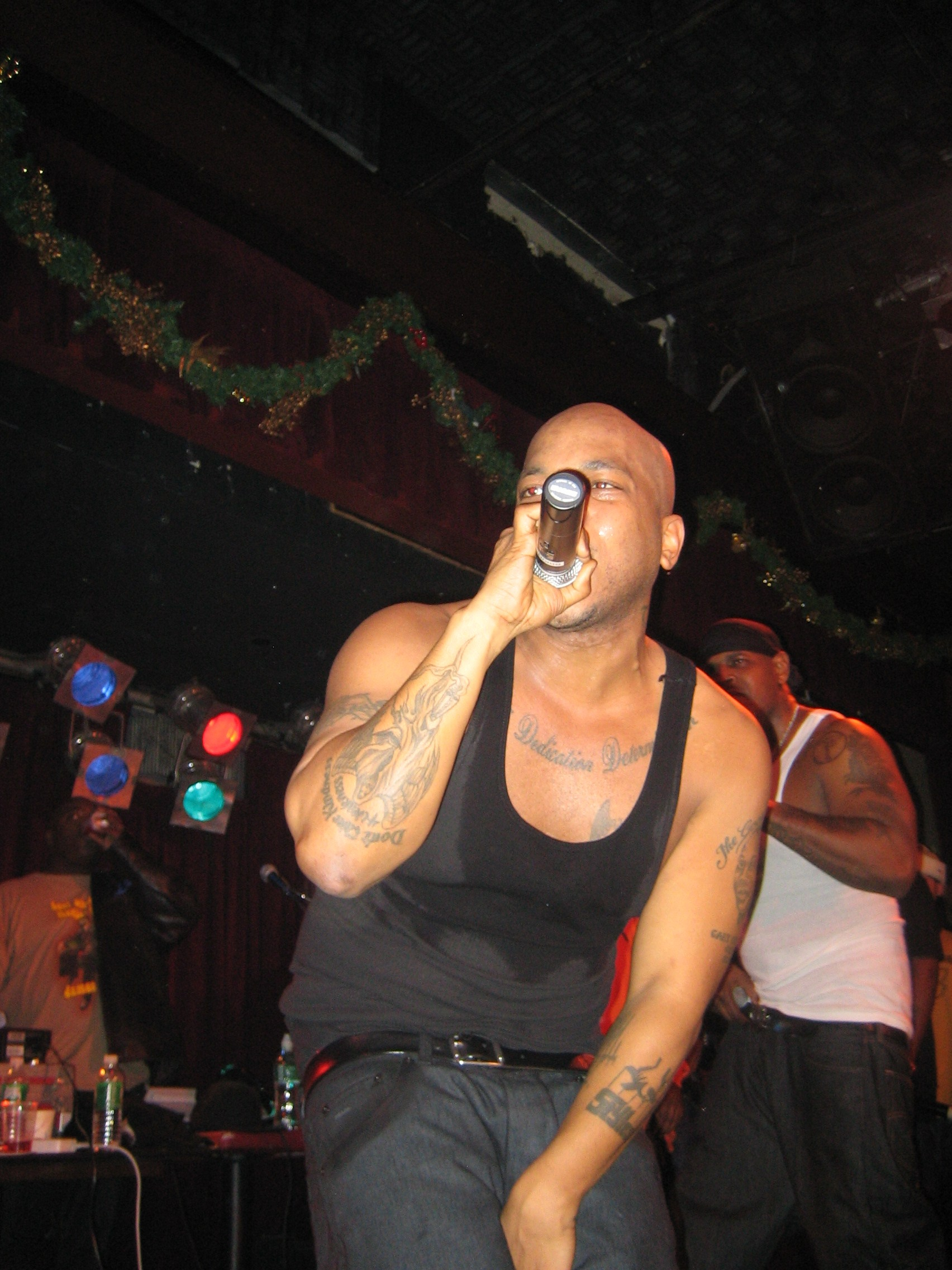
Styles P. en concert au Blue Cross Arena de Rochester, New York, le 18 mars 2008.

Styles P. est né dans le quartier du Queens, à New York, de parents afro-américains[source insuffisante], et passe son enfance à Yonkers. Il lance sa carrière musicale en rappant aux côtés de ses amis d'enfance Jadakiss (Jason Phillips) et Sheek Louch (Shawn Jacobs). Le trio fait ensuite la rencontre de Mary J. Blige, impressionnée par leurs paroles, qui donnera l'une de leurs démos à Sean « Diddy » Combs. Diddy engage immédiatement le groupe au label Bad Boy Records. Avec le label, The LOX collaborent rapidement avec Diddy, the Notorious B.I.G., Mary J. Blige, et Mariah Carey qui les aideront à se populariser.
En 1996 et 1997, le groupe écrit et chante un nombre de signes à succès de Diddy comme It's All About the Benjamins et I Got the Power, 24 Hrs. to Live de Mase, Honey de Mariah Carey, Last Day de Notorious B.I.G., et Can’t Get You Off My Mind de Mary J. Blige. En 1997, The LOX se popularisent grâce à leur chanson We’ll Always Love Big Poppa, dédiée à Biggie Smalls, incluse sur l'album No Way Out de Diddy (triple disque de platine). Ce single est l'un des plus joués en 1997, permettant ainsi aux LOX de publier leur premier album, Money, Power and Respect, en janvier 1998. Bien accueillis, The LOX ne se sentent pas satisfaits de l'image que leur attribue Bad Boy Records, et décident de signer au label Ruff Ryder Records. Une fois libérés de leur contrat, ils signent chez Interscope. Peu de temps après, un nouvel album du LOX publie ainsi que l'album solo de Jadakiss intitulé Kiss tha Game Goodbye.
Styles P. publie son premier album solo, A Gangster and a Gentleman en 2002. Le premier single extrait de cet album est la sombre chanson The Life, en collaboration avec Pharoahe Monch. La deuxième est une chanson consacrée à l'usage de la marijuana, Good Times (I Get High), l'une des chansons les plus entendues en 2002 aux États-Unis. En 2003, Styles P. et Jadakiss apparaissent sur l'album Oz: The Soundtrack (bande originale de la série télévisée Oz) qui contenait une des chansons les plus dures sur la vie en prison, Some Niggas. Cette chanson a été l'une des plus mémorables de l'album. En 2004, Styles P. sort sa mixtape Ghost Stories en nombre limité, à New York seulement. La mixtape se répand ensuite dans d'autres villes via Internet. Il apparaît cette même année au côté d'Akon dans la chanson Locked Up. La collaboration continue ensuite avec Akon sur plusieurs featurings comme Can You Believe It, Blown Away, et Watch Out.
Quatre ans après la publication de A Gangster and a Gentleman, il publie son deuxième album, Time is Money sur Ruff Ryders, suivi de Super Gangster (Extraordinary Gentleman) l'année suivante. Après plusieurs mixtapes, Styles revient sur la scène hip-hop avec deux albums, The Green Ghost Project en 2010 avec DJ Green Lantern au label Invasion Records, et The Ghost Dub-Dime au label E1 Records (anciennement Koch Records),. Ils suivent de ses quatrième, cinquième, sixième et septième albums Master of Ceremonies en 2011, The World's Most Hardest MC Project en 2012, Float en 2013, et Phantom and the Ghost en 2014,,,. Il publie également son EP avec Curren$y, #The1st28, le 28 février 2012.

## Projets annexes
Styles P publie son premier ouvrage, Invincible en 2010 chez Random House Publishing Group. En 2011, il ouvre un bar dans le Bronx, New York, appelé Juices for Life, aux côtés de Nyger Rollocks et Leo Galvez,.

## Discographie

### Albums studio
- 2002 : A Gangster and a Gentleman
- 2006 : Time Is Money
- 2007 : Super Gangster (Extraordinary Gentleman)
- 2011 : Master of Ceremonies
- 2012 : The World's Most Hardest MC Project
- 2013 : Float
- 2014 : Phantom and the Ghost
- 2015 : A Wise Guy and a Wise Guy

### Albums collaboratifs
- 2010 : The Green Ghost Project (avec DJ Green Lantern)
- 2017 : The Seven (avec Talib Kweli)
- 2017 : Vibes (avec Berner)

### Mixtapes
- Big Mike and Supa Mario - Ghost Stories: The World According To P
- Big Mike and Supa Mario - Ghost in the Shell
- Big Mike and Supa Mario - Ghost in the Machine
- DJ Drama - The Ghost Who Sat By the Door
- Big Mike and Poobs - The Phantom
- Big Mike - The Phantom Menace
- Independance
- The Ghost Sessions
- Ghost Muzik
- Big Mike, DJ Thoro and Styles P - Addicted to the Game Vol. 7